# Charles Meyer
Carl Wilhem Meyer, detto Charles (Flensburg, 16 marzo 1868 – Dieppe, 31 gennaio 1931), è stato un ciclista su strada e pistard danese naturalizzato francese. 
Vinse una edizione della Bordeaux-Parigi nel 1895, e fu terzo nella stessa corsa nel 1897.
Ottenne molte vittorie e piazzamenti nelle corse dell'epoca eroica del ciclismo. Concluse al secondo posto sia la prima storica edizione della Parigi-Roubaix dietro il tedesco Josef Fischer nel 1896, sia la Bol d'or, gara su pista di durata che premiava il corridore che nel corso di ventiquattro ore riusciva a percorrere più chilometri, nel 1894 dietro Constant Huret.

## Palmarès
- 1893

Parigi-Trouville
Amiens-Dieppe
- 1895

Bordeaux-Parigi
Parigi-Royan

## Piazzamenti

### Classiche monumento
- Parigi-Roubaix

1896: 2º
1898: 6º